# La Petite Illustration

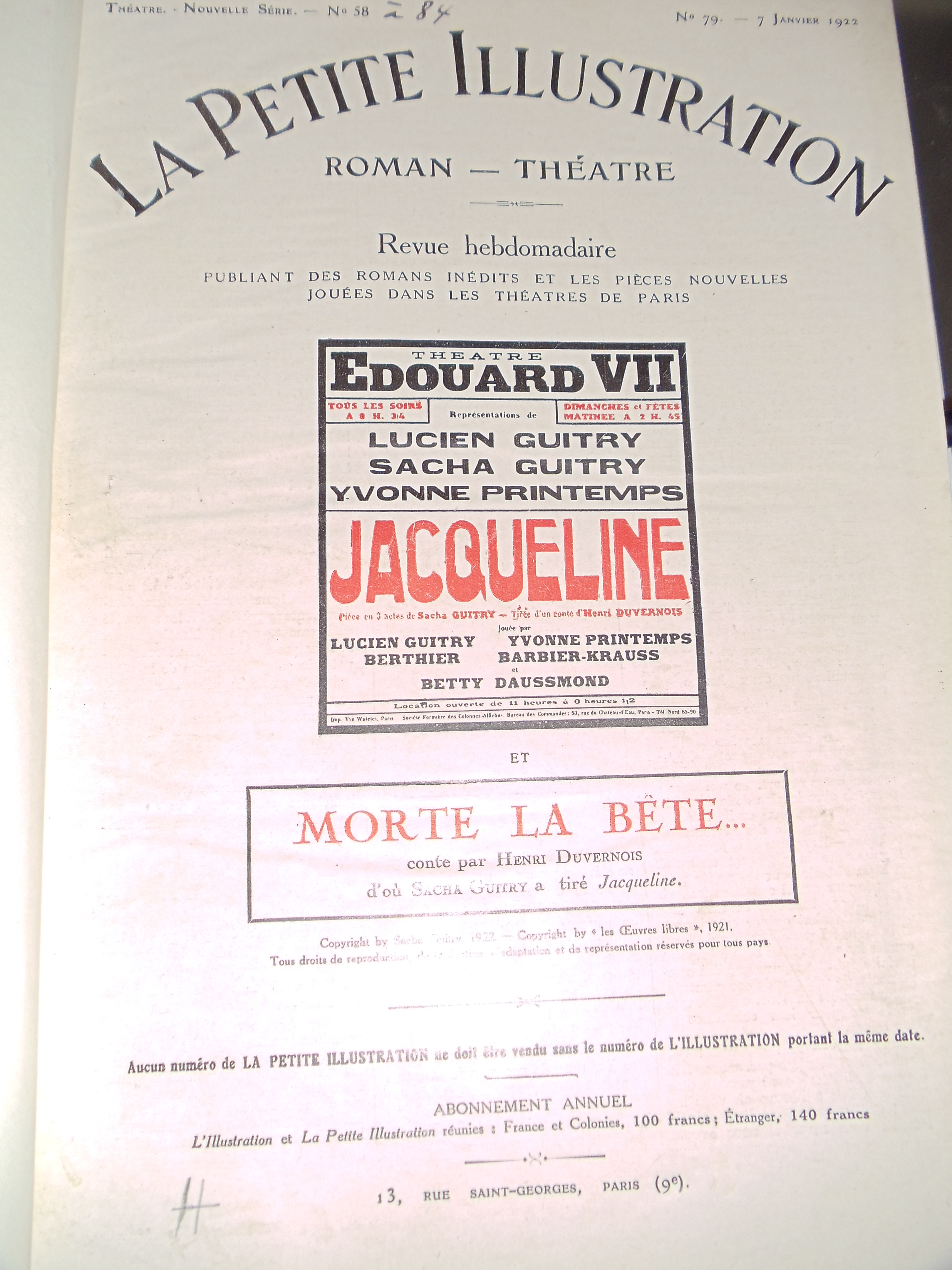
Numero 79, 7 gennaio 1922.

La Petite Illustration era una rivista letteraria settimanale francese. Rappresentò il supplemento a L'Illustration ed esistette tra il 1913 e il 26 agosto 1939.

## Storia
La Petite Illustration fu fondata nel 1913. Era un supplemento quotidiano de L'Illustration e pubblicava opere teatrali, romanzi e racconti, spesso pubblicati per la prima volta e contenenti illustrazioni. La sede della rivista era a Parigi.
La rivista era notata per aver pubblicato opere sull'Algeria francese. Inoltre pubblicò articoli sul teatro.
Tra i collaboratori figurano Marcel Pagnol e Isabelle Sandy, tra gli altri.
La Petite Illustration cessò le pubblicazioni il 26 agosto 1939. Fu sostituita da un'altra rivista teatrale, L'avant-scène théâtre.